# Искатель женских сердец
«Искатель женских сердец» (венг. Asszonyszivek kalandora, англ. The Adventurer of Women's Hearts) — немой, предположительно венгерский фильм с Белой Лугоши в главной роли. Показом фильма занималась компания Lugossy Film, созданная Белой Лугоши специально для проката венгерских фильмов в Америке. Фильм показывали всего два раза в один день 8 октября 1922 года в актовом зале средней школы имени Вашингтона Ирвинга в Нью-Йорке.
Фильм, возможно, является сокращённой и перемонтированной версией более раннего фильма с участием Лугоши. По состоянию на 2021 год считается утраченным.

## Предыстория
В результате венгерской революции в марте 1919 года к власти пришёл Бела Кун. Актёр Бела Лугоши в это время возглавил Национальный профсоюз актёров Венгрии. Многие представители киноиндустрии, включая Лугоши, также поддерживали новое правительство. Уже через десять дней после вступления Куна в должность Лугоши занял важный пост в новом правительстве. То, что он был выбран на эту должность так быстро, говорит о том, что он уже знал многих коммунистов и был согласен с их программой, по крайней мере, в некоторой степени. В конце концов, Лугоши был членом коммунистической партии и, вероятно, был им в период правления Каройи. В свою очередь, Кун должен был быть хорошо осведомлён об успешной профсоюзной деятельности Лугоши, которая казалась ещё более успешной в дни, предшествовавшие революции Куна. В марте 1919 года Лугоши сыграл важную роль в организации марша протеста актёров и других театральных работников. Бела Кун долго не продержался у власти и в итоге бежал из страны. Тех, кто поддерживал правительство Куна, особенно тех, кто служил в нём, немедленно подвергали тюремному заключению или даже смерти. Лугоши был вынужден бежать из страны в Вену. Из Австрии Лугоши переехал в Германию, в сентябре 1919 года он прибыл в Берлин.
В Германии Лугоши провёл примерно год, успев за это время сняться в нескольких картинах. В 1920 году он эмигрировал в Америку. Прибыв сюда в конце 1920 года, он, начиная уже с января 1921 года, начал активно играть в театральных постановках. Осенью 1922 года Лугоши основал компанию Lugossy Film, которая специализировалась на показе венгерских фильмов в Америке. За помощью Лугоши обратился к Михаю Хану (он же Майкл Хан), который привёз с собой из Вены в Америку несколько копий венгерских фильмов. Вместе со своей женой Элизабет Хан много лет управлял кинокомпанией в Нью-Йорке, которая специализировалась на импорте европейских фильмов.

## Показ фильма

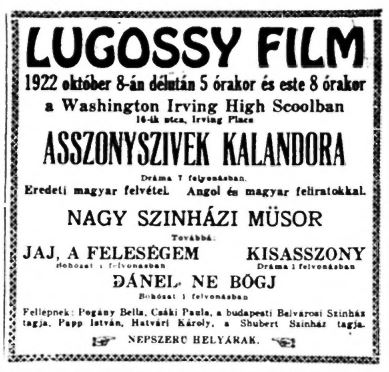
Реклама фильма в издании ' от 7 октября 1922 года.

В актовом зале средней школы имени Вашингтона Ирвинга Лугоши 8 октября 1922 года дважды показал фильм «Искатель женских сердец». Параллельно с показами Лугоши руководил развлекательным кабаре с участием нескольких венгерских актёров. В рекламной афише фильм указывался как семиактный, но опубликованная рецензия чётко описывает его как двухактную короткометражку. В рецензии на тот вечер от газеты Amerikai Magyar Nepszava было сказано, что «кабаре было достаточно удовлетворительным», а «актёры... получили бурные аплодисменты». О фильме была сказано: «Мы считаем, что искусство венгерского кинематографа уже достигло гораздо более высокого уровня, чем тот, на котором оно находилось, когда был снят этот фильм». Критик из газеты Új Előre похвалил фильм и прямым текстом написал, что в нём снимался Бела Лугоши. Он же назвал фильм двухактной драмой, которая «была снята в первые годы войны». В завершении статьи он сказал, что после показа фильма в зал вышел Лугоши «и поблагодарил [зрителей за] аплодисменты, которые, как он сказал, были адресованы не фильму, не ему, а тяжёлой работе артистов, воплотивших фильм в жизнь».
Позже, 5 ноября 1922 года, Lugossy Film арендовала зал в средней школе имени Вашингтона Ирвинга в Нью-Йорке и провела вечер венгерского кабаре вместе с показом фильма «Свадебная игра». Среди живых выступлений было «первое выступление Лугоши в этом сезоне» в одноактной пьесе «Женщина в траурном платье». Критики описывали игру актрисы Илы Лот в фильме «Свадебная игра», даже сравнивая её с Мэри Пикфорд. Но в фильмографии Илы Лот нет фильма с таким названием. Видимо, Хан и/или Лугоши переименовали другой венгерский фильм с участием Лот, возможно, для того, чтобы выдать старый фильм за новый или для того, чтобы у них не возникло проблем с авторскими правами.
Компания Lugossy Film просуществовала недолго, проведя всего два показа.

## Варианты происхождения фильма
К тому времени Лугоши уже занимался режиссурой театральных постановок в Америке, но нет никаких доказательств того, что он когда-либо выступал в роли режиссёра фильма. Комментарий о том, что фильм был снят во время Первой мировой войны, намекает на то, что его сняли в Венгрии. Об этом же говорила и реклама фильма, прямо называя его «венгерской картиной». Лугоши снялся в Венгрии в одном короткометражном фильме, комедии под названием «Антиквар» (1918). Фильм не сохранился, но сохранившиеся описания сюжета совершенно не соответствуют тому, что писали о «Искателе женских сердец». Эти два фильма принадлежали к разным жанрам, причём в «Антикваре» было три мужских роли, а в «Искателе женских сердец» — три женских. Ни один фильм под названием «Искатель женских сердец» никогда не был каталогизирован специалистами по немому кино в Венгрии. Поиски историками кино и биографами Лугоши в венгерских отраслевых изданиях или газетах того периода также ни к чему не привели. Однако, как отмечает историк кино Дьёньи Балог, некоторые венгерские короткометражки, снятые во время войны, возможно, не были показаны, и поэтому о них не упоминалось в прессе или цензурных отчётах.

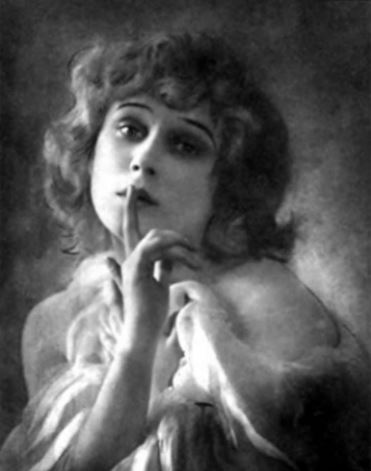
Ила Лот

В рекламе фильма было указано, что картина будет иметь как венгерские, так и английские интертитры. Возможно, Хан и/или Лугоши переименовали уже существовавший фильм в «Искатель женских сердец». Что касается английского языка, то Хан, вероятно, надеялся на прокат фильма в американских кинотеатрах. Изменение названия фильма и интертитров, возможно, было не единственным исправлением; скорее всего был взят венгерский фильм с Белой Лугоши в главной роли и, возможно, Ханом урезана продолжительность фильма для проката в США. В результате для американских зрителей удалось бы скрыть происхождение фильма, а также за счёт уменьшения его продолжительности можно было дать Лугоши больше экранного времени, что показывало бы его ещё большей звездой фильма. А новые интертитры могли понадобиться для того, чтобы лучше объяснить отредактированную и, возможно, изменённую сюжетную линию.
Биографы Лугоши предполагают, что «Искатель женских сердец» мог быть сокращённой версией фильмов «Бал-маскарад» (1917) или «Леони Лео» (1917). Учитывая упоминание о трёх главных женских ролях, наиболее вероятным вариантом может быть «Борьба за существование» (1918). Тот факт, что Лугоши в двух из этих фильмов изначально был указан под псевдонимом Аристид Ольт, мог стать ещё одной причиной для изменения интертитров.
Что касается критика, сообщившего, что фильм был снят в «первые годы» Первой мировой войны, то возникает другой вопрос: Лугоши записался на военную службу летом 1914 года. Теоретически Лугоши мог сняться в фильме до этого времени или вскоре после возвращения к гражданской жизни в 1916 году. Но этот комментарий мог быть не более чем попыткой Лугоши и/или Хана намекнуть, что фильм, снятый в 1918 году, на несколько лет старше, чем он есть на самом деле, таким образом объясняя то, что уже казалось примитивной техникой производства по стандартам Америки 1922 года.